# Народ против О’Хары
«Народ против О’Хары» (англ. The People Against O'Hara) — фильм нуар режиссёра Джона Стёрджеса, который вышел на экраны в 1951 году.
Фильм рассказывает о страдающем алкоголизмом, но уважаемом адвокате (Спенсер Трейси), который берётся защищать молодого парня, обвинённого в ограблении и убийстве. Во многом по собственной вине адвокат проигрывает дело, однако он продолжает бороться, и в итоге ценой собственной жизни разоблачает истинных преступников и добивается снятия со своего клиента всех обвинений.
Фильм получил в целом положительные отзывы критики, отметившей отличную операторскую работу и сильную игру как Спенсера Трейси, так и всего актёрского состава, хотя и обратившую внимания на определённые недостатки в сценарии.
Это был первый совместный фильм двух старых друзей — Спенсера Трейси и Пэта О’Брайена, ставших звёздами ещё в 1930-е годы.

## Сюжет
В Нью-Йорке поздно вечером на пороге собственного дома убивают владельца рыбного рынка Уильяма Шеффилда, похищая у него чемодан. Случайным свидетелем преступления становится шведский моряк Свен Норсон (Джей С. Флиппен), который в этот момент выходит из кафе на противоположной стороне улицы. Вскоре полиция обнаруживает машину, на которой скрылись преступники, выясняя, что она записана на имя Джонни О’Хары. В салоне автомобиля полиция находит чемодан Шеффилда, а также отпечатки пальцев бывшего заключённого Фрэнки Корвака (Уильям Кемпбелл), который работал у Шеффилда. На допросе в полиции Фрэнки заявляет, что совершил преступление вместе со своим коллегой Джонни О’Харой (Джеймс Арнесс), который собственно и стрелял в Шеффилда. Тем временем Джонни встречается с Катриной (Ивет Дугай), молодой привлекательной женой местного гангстера Сола «Кастета» Ланзетты (Эдуардо Чианнелли), пытаясь закончить их роман, так как опасается за её жизнь и здоровье в случае, если об их связи узнает Ланзетта. Вскоре детектив Винс Рикс (Пэт О’Брайен) приезжает домой к Джонни, чтобы доставить его к прокурору. Увидев мужчину в штатском, Джонни, который возвращается домой от Катрины, убегает, опасаясь, что Рикс является подручным Ланзетты, которого тот послал с ним расправиться. Когда Джонни ловят и доставляют в офис заместителя окружного прокурора Луиса Барры (Джон Ходяк), молодой человек заявляет, что его машина была в угоне, а пистолет, который обнаружили полицейские в машине, украден из его шкафчика на работе. При этом про слиток золота, который, по словам Фрэнки, стал причиной нападения на Шеффилда, он слышит впервые. Когда алиби Джонни, что в момент убийства он якобы работал на рынке, опровергает сторож рынка, Джонни задерживают по подозрению в убийстве. Понимая, что сын попал в серьёзную беду, небогатые родители Джонни обращаются к знакомому адвокату по криминальным делам Джиму П. Кёртейну (Спенсер Трейси), который ранее уже вытаскивал их сына из неприятностей. Ещё несколько лет назад Джим был авторитетным адвокатом по криминальным делам, который имел солидную репутацию в профессиональной среде, однако затем стал пить и в результате был вынужден отказаться от практики. Его взрослая дочь Джинни (Диана Линн) помогла Джиму справиться с алкоголизмом, и теперь он встал на путь выздоровления. У Джинни серьёзные отношения с порядочным парнем Джеффом Чепманом (Ричард Андерсон), однако она уже два года откладывает свадьбу, так как считает, что отец всё ещё нуждается в её помощи. С помощью дочери Джим смог вернуться к адвокатской практике, но занимается только гражданскими делами, и потому отказывается от защиты Джонни в криминальном процессе. Однако, видя, что родители Джонни не в состоянии заплатить за услуги достойного адвоката, Джим решает взяться за это дело. Во время первой беседы Джонни скрывает от Джима, что в момент убийства он был с миссис Ланзеттой, а также не может внятно объяснить, зачем ему нужен был пистолет, который стал орудием убийства. Конфликт с Шеффилдом за день до убийства Джонни объясняет спором из-за сверхурочных. Несмотря на множество улик, Джим уверен, что его клиент не виновен, и начинает собственное расследование. Джим приходит домой к шестерым братьям Корвакам, пытаясь выяснить у них, кто был вместе с Фрэнки на самом деле, однако они отказываются говорить с адвокатом. Джим встречается также с Солом Ланзеттой, который уверяет, что ничего не знает о том, кто мог убить Шеффилда и по какой причине. Кроме того, он рассказывает, что Шеффилд был должен ему 20 тысяч долларов, которые за день до убийства обещал вернуть, так как откуда-то ожидал поступления крупной суммы денег.
После того, как дело передаётся в суд, судья Китинг (Генри О’Нил), который хорошо относится к Джиму, встречается с ним в неофициальной обстановке, пытаясь выяснить, готов ли тот выдержать весь процесс с учётом его проблем с алкоголем, на что Джим заявляет, что полностью готов к работе, и других адвокатов ему в помощь не потребуется. На суде обвинение строится главным образом на показаниях Фрэнки, который продолжает настаивать на том, что Джонни был инициатором, организатором и непосредственным исполнителем убийства ради получения слитка золота, который, однако, так и не нашли. В начале процесса Джим отлично держится, но когда ему несколько раз не удаётся поймать на ошибках говорливого и изовортливого Фрэнки, Джим приходит в удручённое состояние, опасаясь, что дело будет проиграно. Он снова начинает пить, что приводит к серьёзной ссоре с Джинни, во время которой он даёт дочери пощёчину. Несмотря на усиленную подготовку к каждому заседанию, в ходе процесса Джим несколько раз забывает, что хотел сказать, что в итоге позволяет Фрэнки легко выходить из потенциально сложных ситуаций. В один из дней в зале суда появляется Норсен, который в неофициальной обстановке предлагает Барре выступить в суде в качестве свидетеля и подтвердить, что стрелявшим был Джонни, при этом рассчитывая, что его участие в процессе будет достойным образом оплачено. Барра соглашается вызвать его как свидетеля, однако готов платить ему только положенные по закону суточные в размере 10 долларов за день участия в процессе. Вскоре Рикс, который является старым другом Джима, встречается с ним в баре, сообщая, что у Барры появился свидетель убийства, который собирается дать показания в суде. После ухода Рикса Джим снова заказывает выпить. В этот момент к нему подходит Норсон, который даёт понять, что за хорошее вознаграждение может изменить свои показания. Поначалу Джим отказывается это обсуждать, но после нескольких рюмок решает, что от этого свидетеля может зависеть, останется ли Джонни живым или будет казнён, и что ради спасения жизни парня он готов пойти на сделку с совестью и нарушение закона. Джим садится за столик Норсона и выписывает ему чек на 500 долларов, после чего крепко напивается. На следующий день в суде Норсон неожиданно заявляет, что видел, как именно Джонни застрелил Шеффилда, хотя в темноте с расстояния 50 метров разглядеть его лицо было практически невозможно. Джим готовится опровергнуть эти показания, однако Барра незаметно показывает Джиму выписанный им вчера чек, после чего Джим решает промолчать. В итоге О’Хару признают виновным в убийстве и ограблении Шеффилда. Уже после окончания заседания в кабинете судьи Барра укоряет Джима за дачу взятки, однако понимая его намерения и его ситуацию, решает не выдвигать против адвоката официальных обвинений.
Несколько дней спустя на похоронах общего друга Рикс сообщает Джиму, что в тюрьму к Джонни приходила привлекательная женщина итальянской наружности, представившаяся его сестрой. Сопоставив факты, Джим предполагает, что этой дамой могла быть Катрина, с которой у Джонни был в юности роман. Джим снова приходит домой к родителям Джонни с просьбой повторно осмотреть его вещи. В письменном столе он находит итало-американский словарь, а также квитанцию от почтового ящика. Хотя почтовый служащий не даёт Джиму забрать почту Джонни без ключа, сквозь прозрачное окно Джим видит в ящике конверт со штемпелем из Нью-Джерси, по которому догадывается, что письмо отправила Картина. Джим находит Катрину и разговаривает с ней. Она очень боится, что муж может узнать о её романе с Джонни, тем не менее, ради спасения любимого парня, она рассказывает сначала Джиму, а затем Барре и Риксу, что в ночь убийства она была вместе с Джонни. Слова Катрины кажутся Барре убедительными, однако на очной ставке Джонни, который опасается за жизнь любимой девушки, категорически отрицает, что встречался с ней в день убийства Шеффилда. Джим продолжает разговор с Катриной, которая вспоминает, что незадолго до убийства её муж что-то обсуждал со своим подручным, бросив фразу «прямо перед нашими глазами», а также упоминал некоего Чарли Сона, который был известным поставщиком наркотиков. После этого Барра подключает к расследованию отдел по борьбе с наркотиками и немедленно отправляет чемодан на экспертизу, где под подкладкой обнаруживается героин на сумму 2000 долларов. Становится ясно, что убийство было связано с партией наркотиков, которые Шеффилд собирался продать в обход своего босса Ланзетты. Убийцы каким-то образом узнали о наркотиках и решили их захватить, однако, убив Шеффилда они так и не нашли наркотики, бросив чемодан в машине. Заручившись поддержкой Барры и Рикса, Джим находит Ланзетту, сообщая ему, что полиция по просьбе вдовы Шеффилда собирается вернуть ей чемодан, который Джим доставит ей этим вечером. Хотя Ланзетта не верит Джиму, однако соглашается пустить слух о возвращении чемодана в дом Шеффилда с тем, чтобы заманить туда убийцу. Вечером вокруг этого дома полиция размещает своих людей в штатском, а на теле Джима прячут микрофон. Барра и Рикс находятся в соседнем квартале, откуда могут слышать всё, что будет происходить с Джимом. Джим первым приходит в пустой дом Шеффилда, проверяя работу связи. Предчувствуя смертельную опасность, он звонит Джинни, которая дома вместе с Джеффом оформляет рождественскую ель. Он приободряет её, после чего даёт Джеффу напутствие, чтобы тот женился на его дочери и заботился о ней. Вскоре полиция замечает, как к дому подходит высокий, молодой человек, которого вскоре идентифицируют как Джеймса Корвака (Питер Мамакос), старшего брата Фрэнки. Зайдя в дом, Корвак угрожая оружием, заявляет, что убил Ланзотту, после выводит Джима на улицу и ведёт к автофургону, за рулём которого сидит ещё один брат Фрэнки по имени Анджело (Чарльз Бронсон). Из слов Джеймса становится ясно, что это он похитил пистолет Джонни, вместе с Фрэнки угнал его машину, а затем застрелил Шеффилда, чтобы завладеть чемоданом с партией наркотиков. Когда Барра и Рикс получают достаточно доказательств участия братьев Корвак в преступлениях, они направляют к автофургону женщину-полицейского в штатском, чтобы она помогла Джиму вырваться из рук бандитов. Когда она подходит ближе и отвлекает их внимание, Джим бьёт одного из братьев чемоданом и пытается бежать, однако Анджело и Джеймс в упор стреляют в Джима. Затем они пытаются скрыться на автомобиле, однако полицейские автоматной очередью расстреливают их. Рикс успевает сказать смертельно раненому Джиму, что сделанной записи разговора достаточно, чтобы снять с Джонни все обвинения, а Барра разрывает чек, но так и не успевает сказать адвокату, что не будет выдвигать против него обвинений во взяточничестве.

## В ролях
- Спенсер Трейси — Джеймс (Джим) П. Кёртейн
- Пэт О’Брайен — детектив Винсент Рикс
- Диана Линн — Вирджиния (Джинни) Кёртейн
- Джон Ходяк — окружной прокурор Луис Барра
- Джеймс Арнесс — Джонни О’Хара
- Эдуардо Чианнелли — Сол «Кастет» Ланзетта
- Уильям Кемпбелл — Пит Корвак
- Ивет Дугай — Катрина Ланзетта
- Джей С. Флиппен — Свен Норсон
- Ричард Андерсон — Джефф Чепман
- Эмиль Мейер — капитан Том Малвэни
- Чарльз Бронсон — Анджело Корвак
- Кэтрин Уоррен — миссис Уильям Шеффилд

## Создатели фильма и исполнители главных ролей
Как пишет рецензент фильма на сайте Noir of the Week, «студия Metro-Goldwyn-Mayer не была известна производством нуаров, но всё-таки иногда их производила и выпускала. Некоторые из них были просто фантастическими, среди них „Асфальтовые джунгли“ (1950), „Почтальон всегда звонит дважды“ (1946) и „Переулок“ (1950)». Однако, по мнению рецензента, хотя «большинство других чёрно-белых криминальных триллеров студии (которые позднее стали называть нуарами) 1940-х и начала 1950-х годов играли по нормам правильно, однако слегка не попадали в тональность». В частности, в таких фильмах нуар, как «Причина для тревоги» (1951), «Леди без паспорта» (1950), «Место преступления» (1949) и «Подкуп» (1949) было «что-то не настоящее». По мнению автора, «в отличие от MGM, такие студии, как RKO Pictures и Warner Bros, точно знали, что такое нуар».
По словам историка кино Артура Лайонса, режиссёр Джон Стёрджес поставил «такие великолепные фильмы нуар», как «Загадочная улица» (1950) и «Народ против О’Хары» (1951), после чего «был автором многих крупнобюджетных фильмов для MGM, Warners, и Paramount», среди которых «Плохой день в Блэк Роке» (1955), «Великолепная семёрка» (1960) и «Большой побег» (1963). Как отметил Брюс Эдер, в «Народе против О’Хары» «Стёрджес работал на той же территории, которую успешно разрабатывал в фильме „Загадочная улица“ годом ранее, используя на этот раз в качестве места действия вместо Бостона Нью-Йорк (с сильными натурными съёмками)». По словам критика, данный «фильм был исключительно важен для карьеры Стёрджеса, так как показал, что режиссёр мог работать со всё более раздражительным Спенсером Трейси, что позволило ему заполучить легендарного актёра и добиться от него выдающейся игры в фильме „Плохой день в Блэк Роке“, который создал Стёрджесу репутацию у критики и одновременно стал крупным коммерческим успехом». Позднее Трейси сыграет главную роль ещё в одном фильме Стёрджеса — «Старик и море» (1958).
За свою кинокарьеру, охватившую почти 40 лет, Спенсер Трейси девять раз номинировался на «Оскар» как лучший актёр, завоевав две награды. К числу его наиболее признанных фильмов, помимо упомянутых выше, относятся также «Ярость» (1936), «Отважные капитаны» (1937), «Ребро Адама» (1949), «Пожнёшь бурю» (1960), «Нюрнбергский процесс» (1961) и «Этот безумный, безумный, безумный, безумный мир» (1963).
Как пишет историк кино Силия Рейлли, «на этом фильме Трейси воссоединился со своим старым другом и соседом по комнате ещё по временам работы в нью-йоркском театре, Пэтом О’Брайеном, и это был их первый совместный фильм». Как отмечено в рецензии Noir of the Week, «в 1930-е годы Пэт О’Брайен был наряду с Богартом и Трейси большой звездой гангстерских фильмов, но по мере старения уже не мог конкурировать с экранной харизмой этих актёров. В 1950-е годы О’Брайен был понижен до вторых и третьих ролей», и, по мнению рецензента, «он и в этой картине ничем не запоминается». Автор статьи полагает, для того, «чтобы увидеть блистающего О’Брайена во второй половине своей кинокарьеры, лучше посмотреть восхитительный фильм „Отбросы общества“ (1947), где студия RKO решилась поставить затухающую звезду на главную роль». По словам Рейлли, хотя «в начале 1950-х годов О’Брайен переживал тяжёлые времена, не получая достойных ролей, однако благодаря настойчивости Трейси его взяли на роль в этом фильме, и это возобновило его карьеру».
В рецензии Noir of the Week отмечено, что актёр Джон Ходяк, сыгравший роль прокурора, к этому времени уже хорошо показал себя в таких фильмах, как «Спасательная шлюпка» (1943), «Где-то в ночи» (1946), «Поле битвы» (1949) и «Подкуп» (1949). Что касается Джеймса Арнесса, который сыграл роль Джонни О’Хары, то он в дальнейшем прославился как звезда многолетнего вестерна-телесериала «Дымок из ствола» (1955—1975). Рейлли также отмечает Чарльза Бронсона в маленькой роли одного из преступных братьев Корвак. По мнению критика, «Стёрджесу, по-видимому, понравилась работа Бронсона, так как в дальнейшем он снял его в более крупных ролях в фильмах „Великолепная семёрка“ (1960) и „Большой побег“ (1963)».

## История создания фильма
По информации журнала Variety, нью-йоркский адвокат Густав Б. Гарфилд заявил, что Элизер Липски положил в основу своего романа его рассказ «Убийство в шутку». После того, как Липски продал свой роман Metro-Goldwyn-Mayer за 40 тысяч долларов, Гарфилд подал иски против Липски и MGM, однако отозвал их после того, как MGM купил права на его рассказ за 5 тысяч долларов.
Как отметил Брюс Эдер, Спенсер Трейси «согласился на роль в фильме только при условии, что его друг Пэт О’Брайен, который не получал крупных ролей уже пару лет, сыграет в фильме большую роль, и О’Брайен её получил, исполнив роль детектива». В результате два старых друга получили «пару хороших совместных сцен».
В этом фильме сыграл небольшую роль (без упоминания в титрах) Чарльз Бучински, в том году дебютировавший в кино. Позднее Бучински прославился под именем Чарльз Бронсон.
По информации «Голливуд Репортер», значительная часть фильма снималась на натуре в Нью-Йорке. Местами съёмок были, в частности, здание Криминального суда Нью-Йорка и рыбный рынок Фалтон.

## Оценка фильма критикой

### Общая оценка фильма
После выхода на экраны фильм был невысоко оценен критиками. Так, кинокритик Босли Краузер в «Нью-Йорк Таймс» назвал его «странной старомодной судебной драмой», которая «еле тащится», а обозреватель Variety написал, что «в принципе хорошая идея фильма перегружена слишком большим количеством ненужных сюжетных поворотов, а подача материала неуклюжа и затянута».
Современные историки кино дают фильму более позитивную оценку. В частности, Спенсер Селби назвал картину «хорошо сделанным нуаром студии MGM с качественным визуальным рядом и сильной игрой Спенсера Трейси». Силия Рейлли охарактеризовала картину как «напряжённый, полный саспенса криминальный фильм», несколько сцен в котором показывают горестную реальность, поскольку, как и его персонаж, «Трейси и сам боролся с алкогольной зависимостью». По мнению обозревателя Noir of the Week, «это приличный фильм нуар кинокомпании MGM», сильными сторонами которого являются «режиссура Джона Стёрджеса (и, вероятно, ещё в большей степени) операторская работа Джона Олтона», а также «убедительная игра Трейси». Кроме того, как отмечается в рецензии, фильм даёт «освежающий взгляд на копов, окружного прокурора и адвокатов как на неподкупных и порядочных людей, которые честно служат правосудию».
Брюс Эдер заключил, что эта «крупнобюджетная криминальная драма с большим бюджетом хорошо сделана», но «она не была бы даже близко настолько известна, если бы не присутствие Трейси в главной роли». Другим её достоинством являются сильные «натурные съёмки в Нью-Йорке, повсюду от здания суда на Centre Street до улиц под автострадами Манхэттена, что придаёт фильму живую непосредственность». Вместе с тем, по мнению киноведа, «фильм не так хорош, главным образом из-за тяжёлого сценарного багажа, включая избыточную предысторию, которую Стёрджес умудряется донести довольно неуклюже». Как далее указывает Эдер, «первая половина картины, где зрителя знакомят с персонажами, довольно тяжеловесна, и в этой части Трейси похоже чувствует себя не совсем в своей тарелке, хотя многие эпизоды хороши и здесь». В частности, выделяется «сцена, где полиция выходит на Джонни О’Хару и преследует его по улицам нижнего Манхэттена,… однако таких сильных моментов не достаточно, чтобы двигать первую часть картины достаточно быстро». По мнению Эдера, «лишь когда преодолевается вступительная часть, в середине и второй половине фильм оживает». Критик также обращает внимание на необычный для своего времени «желчный взгляд на человечество». Как пишет Эдер, «там на самом деле никаких „героев“, и не к кому эмоционально привязаться до тех пор, пока персонаж Трейси не достигает очищения».

### Оценка работы режиссёра и творческой группы
Деннис Шварц высоко оценил режиссёрскую работу Джона Стёрджеса, который, по его словам, «умело ставит этот обычный шаблонный судебный криминальный триллер». Критик также отметил оператора Джона Олтона, который «делает обычную для себя отличную работу». Олтон снимает картину в характерном для студии «глянцевом» стиле, при этом умело «использует аутентичные натурные съёмки в Нью-Йорке и придаёт фильму нуаровый вид».
По словам кинокритика Боба Порфирио, «операторская работа Олтона на нью-йоркской натуре формирует суматошную и хаотичную среду», «а его ночная съёмка, особенно, во время долгого пути Кёртейна в кульминации фильма, столь же тёмная и неприветливая, как и в „Агентах казначейства“».
Рецензент Noir of the Week также отмечает, что «Олтон знал, как использовать свет и тень. Каждая сцена в этом фильме содержит свет, исходящий либо от настольных ламп, либо из-за закрытых жалюзи окон, откуда угодно, но только не с потолка. И всегда он приходит снизу или сбоку. Уличные съёмки в Нью-Йорке хаотичны, суматошны и порой странным образом клаустрофобны. Показ убийства в первые пять минут фильма полностью затенён — это сплошной мрак. Свет из прихожей таунхауса даёт единственную возможность видеть стрельбу на другой стороне улицы».

### Оценка актёрской игры
По мнению Порфирио, «довольно странно видеть некоторых звёзд студии MGM в фильме такого типа, особенно, такого актёра, как Спенсер Трейси, который, наверное, первый и единственный раз в своей карьере сыграл нерешительного алкоголика». Шварц также полагает, что в этой картине Трейси сыграл не ту «обычную для себя сильную роль, благодаря которым он стал известен». Тем не менее, «он хорошо показывает себя в роли ранимого адвоката, который нерешителен и обречён на борьбу с бутылкой». По мнению рецензента Noir of the Week, «даже несмотря на то, что фильм приперчен хорошими актёрами второго плана и знакомыми нуаровыми лицами, Спенсер Трейси и есть этот фильм. Это всё о нём. Очень хорошо, что он так симпатичен, потому, что это помогает объяснить, почему все в фильме пытаются помочь ему. Он играет нерешительного пьющего адвоката, и он делает это идеально. Каждый актёр в фильме играет на него — судья, окружной прокурор, пытающийся обвинить его клиента, и даже местный бармен». Майкл Кини обращает внимание на то, что «Трейси и О’Брайен выглядят более старыми и потрёпанными, чем их реальный возраст (50 с небольшим), тем не менее, оба отличны в своём первом совместном фильме».
По мнению Эдера, «у фильма отличный актёрский состав, возглавляемый Спенсером Трейси и Джоном Ходяком, а Джеймс Арнесс очень хорош в роли не очень умного простака, который попадает в большие неприятности». Как пишет критик, «прокурор, которого исключительно хорошо сыграл Джон Ходяк, это бездушно амбициозная личность до тех пор, пока у него не просыпается совесть после того, как он профессионально унижает Трейси». Что касается О’Хары в исполнении Арнесса, то «несмотря на все свои добрые намерения, он выглядит слишком глупым в своих словах на протяжении большей части фильма». Однако, по мнению Эдера, больше других своей «великолепной игрой второго плана выделяется Уильям Кемпбелл, который, кажется, тихо смакует каждый нюанс своего изображения абсолютно гнусного персонажа». Эдер полагает, что «изображение Кемпбеллом Фрэнка Корвака стало одной из вершин его актёрской карьеры (а Кемпбелл в то время сыграл много преступников, включая знаменитых), и его сцены с Ходяком и Трейси в суде и вне его, просто феноменальны. Также хороши сцены Трейси с О’Брайеном. И кроме того, есть несколько увлекательных характерных и эпизодических ролей, в частности, в исполнении Джулиуса Тенена и вскоре попавшего в чёрный список Неда Гласа в нескольких очень важных сценах».
Рецензент Noir of the Week отмечает хорошие актёрские работы в ролях второго плана в исполнении О’Брайена, Дианы Линн и Джона Ходяка, а также игру таких «заметных нуаровых актёров, как Реджис Туми, Эдуардо Чианнелли, Джей С. Флиппен и Артур Шилдс».